# Districtul Bóly
Bóly (în maghiară Bólyi járás) este un district în județul Baranya, Ungaria.
Districtul are o suprafață de 220,03 km2 și o populație de 11.879 locuitori (2013).